# 蔡茂
蔡 茂（さい も、紀元前24年 - 47年）は、中国の前漢時代末期から後漢時代初期にかけての政治家。字は子礼。司隷河内郡懐県の人。

## 事跡
| 姓名           | 蔡茂                                                                                              |
| 時代           | 前漢時代 - 後漢時代                                                                               |
| 生没年         | 紀元前24年（陽朔1年）-47年（建武23年）                                                            |
| 字・別号       | 子礼（字）                                                                                        |
| 本貫・出身地等 | 司隷河内郡懐県                                                                                    |
| 職官           | 博士〔前漢（試験任用）〕→議郎〔前漢〕 →侍中〔前漢〕→議郎〔後漢〕 →広漢太守〔後漢〕→大司徒〔後漢〕 |
| 爵位・号等     | -                                                                                                 |
| 陣営・所属等   | 哀帝→平帝→孺子嬰→竇融→光武帝                                                                      |
| 家族・一族     | 〔不詳〕                                                                                          |

哀帝・平帝の代に儒学で名を顕したことから、博士として試験的に任用され、災害についての政策答案が優れていたため、議郎に抜擢され、さらに侍中となった。しかし居摂年間に病により自ら辞任し、王莽には仕えなかった。
新末に天下が騒乱状態になると、蔡茂は竇融と親交があったため、河西に拠っていた竇融の下に逃れた。竇融は蔡茂を張掖太守に任じようとしたが、蔡茂はこれを固辞し、俸給を受けて家を保つだけでよしとした。
後に竇融とともに光武帝に招聘され、再び議郎に任命され、さらに広漢太守に遷った。広漢郡では陰氏の賓客たちが度々禁を犯していたが、蔡茂はこれを恐れることなく、糾弾した。蔡茂の政治の成績は優秀であった。また蔡茂は、光武帝の姉の湖陽公主（劉黄）を弾劾した洛陽令董宣の剛直ぶりを喜び、朝廷の外戚たちの専横を取り締まる目的で董宣の任用を光武帝に建議した。光武帝も、これを容れている。
建武20年（44年）4月に、大司徒戴渉が罪により獄死すると、同年6月に蔡茂はその後任として大司徒に就いた。在職中は、清廉にして怠ることなく職務に取組んだという。
建武23年（47年）5月、在職中に死去した。享年72。